# Procepon horridulum
Procepon horridulum is een pissebed uit de familie Bopyridae. De wetenschappelijke naam van de soort is voor het eerst geldig gepubliceerd in 1985 door John C. Markham.